# Виктор (гандбольный клуб)
«Викто́р» — российский гандбольный клуб из Ставрополя, основанный в 1992 году. Выступает в «OLMPBET-Суперлиге».
Обладатель Кубка России по гандболу 2021/22.

## Названия
- 1992—1998: «Виктор»;
- 1998—2007: «Виктор-СКА»;
- 2007—2019: «Динамо-Виктор»;
- 2019—н.в.: «Виктор».

## История

### 1992—2016
Хотя ставропольский «Буревестник» выступал в республиканских соревнованиях в 1980-е годы, первый в городе профессиональный клуб был основан под названием «Виктор» в 1992 году. С 1997 года выступает в Суперлиге. Сезон 1999/00 стал самым успешным для клуба на тот момент: очень уверенно выступая на втором этапе, команда заранее обеспечила себе итоговое 7-е место. Этот успех, однако, оказался локальным, в дальнейшем команда как правило боролась за право остаться в суперлиге, занимая в основном места в нижней части таблицы. Достаточно успешной стала середина 2000-х годов. После того, как в сезоне-2005/06 «Виктор-СКА» едва не покинул суперлигу, сохранив место в ней только за счёт удачного выступления в переходном турнире, команда попала в первую восьмёрку в следующем сезоне и в итоге заняла 7-е место, обыграв в серии «Энергию» из Воронежа.
На команду сильно повлиял экономический кризис 2008—2009 годов: ещё в сезоне-2007/08 она боролась за попадание в еврокубки, а следующий сезон-2008/09 начался очень неудачно для команды, первая победа была одержана только в 7-м туре. По ходу сезона даже обсуждался вопрос о снятии «Динамо-Виктора» с чемпионата, но затем клуб немного выправил положение и до завершающего этапа чемпионата имел шансы на попадание в восьмёрку и плей-офф, но в итоге остался на 9-м месте. В 2008 году край выделил команде 11 миллионов рублей, а в 2009 — всего 620 тысяч, многие ведущие игроки ушли из команды. Во время зимнего перерыва сезона-2009/10 «Динамо-Виктор» даже не проводил тренировочных сборов, кроме того, часть гандболистов была призвана в армию, что также отрицательно сказалось на силе команды.
При клубе также существует команда по пляжному гандболу, многократный чемпион России.
Директор клуба Аркадий Ильич Халявский входил в первую российскую комиссию по пляжному гандболу.

### 2016—2021
С 2016 года клуб начинает политику возвращения своих воспитанников на Ставрополье: возвращаются Антон Отрезов, Денис Мирзоев и Антон Волков. Уже в сезоне 16/17 «Виктор» добивается первого исторического успеха: впервые играет в полуфинале чемпионата и кубка России, но остаётся в шаге от бронзовых медалей. Ставропольская дружина впервые добилась права выступать в еврокубках, в Кубке вызова, третьем по рангу турнире под эгидой ЕГФ, сумев дойти там до 1/4 финала. Такого же результата команда добьется и в следующих сезонах.
С сезона 2017/18 «Викто́р» стабильно начал попадать в полуфинал чемпионата России, в этом и следующем году оставшись в шаге от бронзовых медалей, уступая её «Неве».
В том же 2018 году клуб провел первый предсезонный турнир в память погибшего в автокатастрофе Виктора Лаврова. Кубок Виктора Лаврова становится знаковым событием российского гандбола. Предсезонный турнир становится традиционным смотром команд Суперлиги перед началом чемпионата.
В сезоне 2019/20 ставропольцы впервые взяли серебряные медали чемпионата, который был прерван после регулярного сезона из-за пандемии коронавируса.
«Бронза»-2021 стала намного дороже прошлогоднего «серебра»: из клуба ушел спонсор, и с января 2021 года ребята остались без финансирования.
В итоге в матче за третье место «Виктор» обыграл СГАУ из Саратова. Матч впервые проводился в родном городе — Ставрополе, до 2020 игры проводились в Невинномысске и Будённовске.

### С 2021 года
Сезон 2021/2022 оказался довольно неоднозначным: из-за отсутствия спонсора команда не смогла укомплектовать состав к началу чемпионата полностью. В октябре 2021 года партнёра нашли («Лукойл»), но к этому моменту «Виктор» выдал самый неудачный старт сезона за последние пять лет, что вынудило руководство клуба сменить тренерский штаб: вместо Сергея Клёнова, который привёл команду к первым медалям в истории клуба был назначен Константин Игропуло. В итоге команда всё-таки не смогла попасть в плей-офф и заняла всего лишь 9-е место. Главным событием сезона стал «Финал четырёх» Кубка России: «Виктор» стал обладателем Кубка страны.
Новый сезон дарил надежду ставропольским болельщикам, несмотря на неожиданную смена тренера: Константин Игропуло, с которым «Виктор» взял первый трофей в своей истории, не смог устоять перед переездом в Барселону. В экстренном порядке руководство приглашает на должность рулевого Сергея Горбка.
В августе команда впервые выигрывает Кубок Лаврова. Бронза «Спартакиады». Затем в упорной борьбе уступает «Чеховским медведям» в финале Суперкубка. Начала регулярного чемпионата вообще становится феерией команды Горбка. Победа над главными конкурентами сезона и победная серия до середины ноября. Удачный старт позволил команде стать вторыми в первом этапе чемпионата.
Но в плей-офф команда не смогла показать такую же игру и в итоге остановилась в шаге от медалей.

## Результаты

### В чемпионатах России
С 1993 года по 1995 год выступал в первой лиге России;
С 1995 года по 1997 год — в Высшей лиге России;
С 1997 года — в Суперлиге России.

### В кубке России
| Сезон     | Место  |
| --------- | ------ |
| 2013/2014 | 1/8    |
| 2014/2015 | 1/8    |
| 2015/2016 | 1/8    |
| 2016/2017 | 4      |
| 2017/2018 | 1/8    |
| 2018/2019 | 1/8    |
| 2019/2020 | 1/4    |
| 2020/2021 | 1/4    |
| 2021/2022 | Победа |
| 2022/2023 | 1/4    |
| 2023/2024 | 1/8    |

### Выступления в еврокубках
| Сезон   | Турнир                | Раунд        | Соперник          | Дома                | В гостях            | Общий счёт          |     |
| ------- | --------------------- | ------------ | ----------------- | ------------------- | ------------------- | ------------------- | --- |
| 2017/18 | Кубок вызова ЕГФ      | 1/32 финала  | Швиеса            | 36:24               | 25:24               | 61:48               |     |
| 2017/18 | Кубок вызова ЕГФ      | 1/16 финала  | Слога             | 37:26               | 29:31               | 66:57               |     |
| 2017/18 | Кубок вызова ЕГФ      | 1/8 финала   | Дифферданж        | 31:26               | 28:26               | 59:52               |     |
| 2017/18 | Кубок вызова ЕГФ      | 1/4 финала   | Мадейра           | 27:27               | 21:28               | 48:55               |     |
| 2018/19 | Кубок вызова ЕГФ      | 1/32 финала  | Диомидис Аргос    | 32:28               | 38:19               | 70:47               |     |
| 2018/19 | Кубок вызова ЕГФ      | 1/16 финала  | КРАС/Волендрам    | 28:24               | 32:32               | 60:56               |     |
| 2018/19 | Кубок вызова ЕГФ      | 1/8 финала   | Арендал           | 31:22               | 21:27               | 52:49               |     |
| 2018/19 | Кубок вызова ЕГФ      | 1/4 финала   | АЕК               | 25:21               | 24:30               | 49:51               |     |
| 2019/20 | Кубок вызова ЕГФ      | 1/32 финала  | Кассано           | 33:24               | 26:26               | 59:50               |     |
| 2019/20 | Кубок вызова ЕГФ      | 1/16 финала  | Поважска-Бистрица | 33:19               | 29:27               | 62:46               |     |
| 2019/20 | Кубок вызова ЕГФ      | 1/8 финала   | Рамат-Ха-Шарон    | 42:37               | 31:31               | 73:68               |     |
| 2019/20 | Кубок вызова ЕГФ      | 1/4 финала   | КСМ Бухарест      | матчи не состоялись | матчи не состоялись | матчи не состоялись |     |
| 2020/21 | Лига Европы ЕГФ       | Первый раунд | Константа         | 27:28               | 18:26               | 45:54               |     |
| 2021/22 | Европейский кубок ЕГФ | 1/16 финала  | Драма             | 41:30               | 41:39               | 82:69               |     |
| 2021/22 | Европейский кубок ЕГФ | 1/8 финала   | СГАУ-Саратов      | 30:32               | 30:27               | 60:59               |     |
| 2021/22 | Европейский кубок ЕГФ | 1/4 финала   | Минаур-Бая-Маре   | 0:10                | 0:10                | 0:20                |     |
| 2023/24 | SEHA — Gazprom League | Группа Б     | СКА-Минск         | 33:37               | 30:30               | 3-е                 | 3-е |
| 2023/24 | SEHA — Gazprom League | Группа Б     | Чеховские медведи | 26:30               | 39:29               | 3-е                 | 3-е |
| 2023/24 | SEHA — Gazprom League | Группа Б     | Машека            | 28:22               | 25:30               | 3-е                 | 3-е |
| 2023/24 | SEHA — Gazprom League | Группа Б     | / Аист Китая      | 39:31               | 26:27               | 3-е                 | 3-е |
| 2023/24 | SEHA — Gazprom League | 1/4 финала   | ЦСКА              | 30:37               | 25:33               | 63:64               |     |
| 2023/24 | SEHA — Gazprom League | 1/2 финала   | Чеховские медведи |                     |                     |                     |     |

## Визитная карточка

### Цвета клуба
| Синий | Жёлтый | Белый |

### Эмблемы
1. Первая эмблема (с 1992 года по конец 2000-х).
2. Вторая эмблема (с конца 2000-х по 2021 год).
3. Третья эмблема (с 2021 года).

### Гимн
15 апреля 2022 года будённовской группой «Ремонт и Пошив» был представлен гимн команды, получивший название «В атаку, Виктор!». Первый куплет звучит перед началом каждого домашнего матча.

### Титульные и технические спонсоры
| Годы      | Технический спонсор | Годы      | Титульный спонсор |
| --------- | ------------------- | --------- | ----------------- |
| 201?—2017 | Adidas              |           | Без спонсора      |
| 2017—2021 | Kempa               | 201?—2021 | Терский           |
| 2021—2022 | Adidas              | 2021      | Без спонсора      |
| 2021—2022 | Adidas              | 2021—н.в. | Лукойл            |
| 2022—н.в. | Kempa               | 2021—н.в. | Лукойл            |

## Достижения

### Национальные
Чемпионат России по гандболу 
- Серебряный призёр (1): 2019/20.
- Бронзовый призёр (1): 2020/21.

Кубок России по гандболу
- Обладатель: 2021/22.

Суперкубок России по гандболу
- Финалист: 2022.

### Международные турниры
Лига Европы ЕГФ
- Первый раунд: 2020/21.

Кубок вызова ЕГФ 
- 1/4 финала (4): 2017/18, 2018/19, 2019/20, 2021/22.

SEHA — Gazprom League
- 1/2 финала: 2023/24.

### Товарищеские и предсезонные турниры
Кубок Виктора Лаврова
- Обладатель (2): 2022, 2023.
- Серебряный призёр: 2018.

Спартакиада
- Бронзовый призёр: 2022.

## Руководство клуба
- Иван Фиев — генеральный директор
- Аркадий Халявский — советник директора
- Наталья Черноволенко — начальник команды
- Марина Тюник — главный бухгалтер
- Алексей Бирюков — пресс-атташе
- Сергей Надеин — мультимедийный директор
- Максим Захаров — советник директора по общественным связям

## Тренерский штаб
- Владимир Полетаев — главный тренер
- Алексей Черноволенко — тренер
- Алексей Пшеничный — тренер
- Денис Мирзоев — массажист
- Артур «Док» Асатуров — врач

## Главные тренеры «Виктора»
- Виктор Лавров (1993—2017).
- Сергей Кленов (2017—2021).
- / Константин Игропуло (2021—2022).
- / Сергей Горбок (2022—2023).
- Владимир Полетаев (2023—2025).
- Сергей Кленов (2025, и. о.).
- Владислав Калараш (2025—н. в.).

## Кубок Виктора Лаврова
Основная статьяКубок Виктора Лаврова.

## Состав клуба
По состоянию на 27 февраля 2024 года.
| №  | Игрок                | Амплуа               | Дата рождения            | Рост      | Годы выступления  | Предыдущий клуб                   |
| -- | -------------------- | -------------------- | ------------------------ | --------- | ----------------- | --------------------------------- |
| 1  | Антон Заболотский    | Вратарь              | 24 марта 1988 (35 лет)   | 191 см    | 2002—н.в.         | воспитанник клуба                 |
| 26 | Александр Лысенко    | Вратарь              | 5 апреля 1996 (27 лет)   | 199 см    | 2021—н.в.         | «Динамо» (Челябинск)              |
| 82 | Станислав Третынко   | Вратарь              | 30 декабря 1993 (29 лет) | 193 см    | 2023—н.в.         | ЦСКА (Москва)                     |
| 8  | Иван Некрасов        | Левый полусредний    | 31 марта 1991 (32 года)  | 194 см    | 2014—н.в.         | «СГАУ-Саратов»                    |
| 35 | Александр Гроцкий    | Левый полусредний    | 6 мая 1997 (26 лет)      | 196 см    |                   | «Энергия» (Воронеж)               |
| 31 | Павел Булкин         | Левый полусредний    | 20 октября 1996 (27 лет) | 198 см    | 2023—н.в.         | «Акбузат» (Уфа)                   |
| 33 | Максим Ермолин       | Левый полусредний    | 7 декабря 2002 (20 лет)  | 196 см    | 2023—н.в.         | СКИФ (Краснодар)                  |
| 5  | Виталий Мазуров      | Правый полусредний   | 27 января 1991 (32 года) | 190 см    | 2022—н.в.         | «Донские казаки - ЮФУ» (Таганрог) |
| 49 | Матвей Удовеня       | Правый полусредний   | 14 марта 2000 (23 года)  | 195 см    | 2024—н.в.         | «СКА-Минск» (Минск)               |
| 15 | Андрей Беляев        | Правый полусредний   | 15 февраля 1998 (25 лет) | 197 см    | 2022—н.в.         | «Чеховские медведи» (Чехов)       |
| 37 | Кирилл Шитик         | 16 мая 2003 (20 лет) | 191 см                   | 2019—н.в. | воспитанник клуба |                                   |
| 21 | Павел Максимов       | Линейный             | 9 апреля 1988 (35 лет)   | 194 см    | 2022—н.в.         | «Донские казаки - ЮФУ» (Таганрог) |
| 32 | Михаил Шалько        | Линейный             | 24 ноября 2003 (19 лет)  | 202 см    | 2019—н.в.         | воспитанник клуба                 |
| 93 | Даниил Филиппов      | Линейный             | 15 февраля 2004 (19 лет) | 194 см    | 2021—н.в.         | воспитанник клуба                 |
| 77 | / Радомир Врачевич   | Линейный             | 19 мая 1999 (24 года)    | 196 см    | 2016—н.в.         | воспитанник клуба                 |
| 2  | Сергей Болотин       | Центральный          | 9 апреля 1996 (27 лет)   | 182 см    | 2022—н.в.         | «СГАУ-Саратов»                    |
| 13 | Иналь Афлитулин      | Центральный          | 22 марта 1988 (35 лет)   | 183 см    | 2020—н.в.         | «Спартак» (Москва)                |
| 17 | Фёдор Грамматикопуло | Центральный          | 19 июля 2003 (20 лет)    | 179 см    | 2019—н.в.         | воспитанник клуба                 |
| 22 | Иван Шевченко        | Левый крайний        | 12 февраля 2003 (20 лет) | 179 см    | 2018—н.в.         | воспитанник клуба                 |
| 27 | Дмитрий Лукинов      | Левый крайний        | 27 апреля 2001 (22 года) | 187 см    | 2017—н.в.         | воспитанник клуба                 |
| 23 | Руслан Гакаме        | Левый крайний        | 24 января 2006 (17 лет)  | 181 см    | 2022—н.в.         | воспитанник клуба                 |
| 11 | Никита Ильтинский    | Левый крайний        | 27 января 2000 (23 года) | 184 см    | 2017—н.в.         | воспитанник клуба                 |
| 20 | Иван Харитонов       | Правый крайний       | 21 октября 1993 (30 лет) | 178 см    | 2012—н.в.         | воспитанник клуба                 |
| 29 | Иван Пасенов         | Правый крайний       | 29 января 1996 (27 лет)  | 187 см    | 2018—н.в.         | СКИФ (Краснодар)                  |
| 90 | Максим Пихтярев      | Правый крайний       | 6 октября 2003 (20 лет)  | 190 см    | 2020—н.в.         | СКИФ (Краснодар)                  |
| 43 | Никита Кириленко     | Правый крайний       | 4 марта 2006 (17 лет)    | 176 см    | 2021—н.в.         | воспитанник клуба                 |

## Трансферы 2023/24

### Пришли
| Позиция            | Игрок              | Откуда                      |
| ------------------ | ------------------ | --------------------------- |
| Левый полусредний  | Павел Булкин       | «Акбузат» (Уфа)             |
| Левый полусредний  | Максим Ермолин     | СКИФ (Краснодар)            |
| Вратарь            | Станислав Третынко | ЦСКА (Москва)               |
| Левый крайний      | Дмитрий Лукинов**  | ДГТУ-Лидер (Ростов-на-Дону) |
| Правый полусредний | Матвей Удовеня*    | СКА-Минск                   |

### Ушли
| Позиция       | Игрок               | Куда                      |
| ------------- | ------------------- | ------------------------- |
| Левый крайний | Егор Кочура         | ЦСКА (Москва)             |
| Полусредний   | Александр Гребёнкин | ЦСКА (Москва)             |
| Центральный   | Никита Резник*      | Динамо-Сунгуль (Снежинск) |
| Вратарь       | Сергей Столяров**   | Воронеж                   |

* — в аренду.
** — из аренды.

## Стадион
До 2017 года домашней ареной для клуба был дворец спорта «Олимп» в Невинномысске. В Ставрополе матчи не проводились из-за отсутствия подходящего для соревнований зала.
Летом 2017 года ДС в Невинномысске был закрыт на реконструкцию, в связи с чем гандболистам пришлось переехать в СТЦ «Лукоморье», открытый в 2016 году в Будённовске: здесь в 2022 году проходил финал четырёх Кубка России. В данный момент используется в качестве резервной арены (например, в сезоне 2023/24 «южные слоны» проводили здесь игры в рамках SEHA — Gazprom League).
В 2020 году команда вновь перебазировалась: на этот раз уже в Ставрополь, на открытую в 2019 году «Восток-Арену».
По словам Ивана Фиева, «Виктору» в 2023 году выделили землю на строительство нового спорткомплекса на 3500-4000 мест, проект которого уже подготовлен.

## Болельщики
Самым активным фанатским объединением «Виктора» является «Сектор А», образовавшийся ещё во времена «Лукоморья».
В последние годы число болельщиков растёт, клуб регулярно собирает полные залы.

### Известные болельщики
- Андрей Соколов
- Владимир Владимиров
- Ольга Петрикова

## Пляжный гандбол
| Сезон | Турнир            | Место   | Сборная(игроки) | Турнир           | Место   |
| ----- | ----------------- | ------- | --------------- | ---------------- | ------- |
| 1999  | Чемпионат России  | 1 место |                 |                  |         |
| 2000  | Чемпионат России  | 1 место | 6 игроков       | Чемпионат Европы | 4 место |
|       | Первенство Европы | 1 место |                 |                  |         |
| 2001  | Чемпионат России  | 1 место |                 |                  |         |
| 2002  | Чемпионат России  | 1 место | 5 игроков       | Чемпионат Европы | 2 место |
| 2003  | Чемпионат России  | 1 место |                 |                  |         |
| 2004  | Чемпионат России  | 1 место | 5 игроков       | Чемпионат Европы | 1 место |
|       |                   |         | 6 игроков       | Чемпионат Мира   | 3 место |
| 2005  | Чемпионат России  | 1 место | 5 игроков       | Всемирные игры   | 1 место |
| 2006  | Чемпионат России  | 1 место |                 |                  |         |
| 2007  | Чемпионат России  | 1 место | 5 игроков       | Чемпионат Европы | 1 место |
| 2008  | Чемпионат России  | 1 место |                 |                  |         |
| 2009  | Чемпионат России  | 2 место | 4 игрока        | чемпионат Европы | 2 место |
| 2010  | Чемпионат России  | 1 место |                 |                  |         |
| 2011  | Чемпионат России  | 2 место |                 |                  |         |
| 2012  | Чемпионат России  | 2 место | 3 игрока        | Чемпионат мира   | 4 место |
| 2013  | Чемпионат России  | 1 место |                 |                  |         |
| 2014  | Чемпионат России  | 2 место |                 |                  |         |
| 2015  | Чемпионат России  | 3 место |                 |                  |         |
| 2016  | Чемпионат России  | 2 место |                 |                  |         |
| 2017  |                   |         | 1 игрок         | Чемпионат Европы | 2 место |
| 2018  |                   |         | 2 игрока        | Чемпионат мира   | 6 место |
| 2019  | Чемпионат России  | 2 место | 4 игрока        | Чемпионат Европы | 4 место |
|       | Евротур в Москве  | 4 место |                 |                  |         |
| 2021  |                   |         | 4 игрока        | Чемпионат Европы | Бронза  |
| 2022  | Чемпионат России  | 2 место |                 |                  |         |
|       |                   |         |                 |                  |         |